# Границе Израела
Модерне границе Израела настале су као резултат ратова и дипломатских споразума између Државе Израел и суседа, као и последица споразума између колонијалних сила које су владале у региону пре стварања Израела.
Само две од укупно пет потенцијалних копнених граница Израела су међународно признате и неоспорене, док су остале три и даље предмет спора; већина његових граничних спорова је укорењена у територијалним променама које су настале као резултат арапско-израелског рата из 1967. године, у којем је Израел окупирао велике делове територије својих ривала. Две формално признате и потврђене границе Израел има са Египтом и Јорданом, од 1979. Египатско-израелског мировног споразума и мировног споразума Израел-Јордан из 1994. године, док његове границе са Сиријом (преко Голанске висоравни коју су окупирали Израел), Либаном (преко Плаве линије; види спор о фармама Шеба) и палестинске територије (земља под окупацијом Израела која је у великој мери призната као део дејуре државе Палестине ) остају међународно дефинисане као спорне.
Према Зеленој линији, договореној у споразумима о примирју из 1949. године, Израел је разграничен Либаном на северу, Голанском висоравни под сиријским суверенитетом, као и остатком Сирије на североистоку, Палестинском Западном обалом и Јорданом на истоку, и појасом Газе и Египтом на југозападу. Израелска граница са Египтом је међународна граница демаркирана 1906. између Уједињеног Краљевства и Отоманског царства и потом потврђена мировним споразумом Египта и Израела из 1979. године; Израелска граница са Јорданом заснива се на граници дефинисаној у Трансјорданском меморандуму из 1922. и потврђеној у мировном споразуму Израел-Јордан из 1994. године.